# Центр вписаного кола

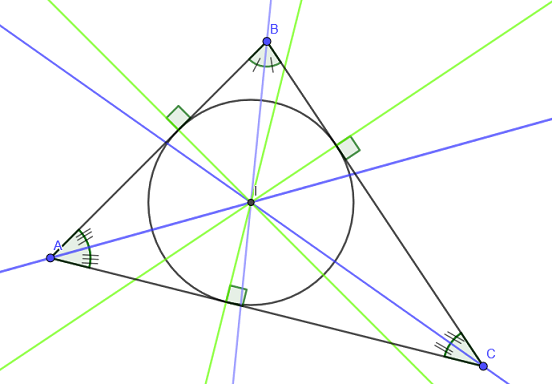
Точка перетину бісектрис трьох кутів трикутника ABC є центром вписаного кола (позначається І). Вписане коло (центром якого є І) дотикається кожної сторони трикутника.

В геометрії центром вписаного кола (інцентром) трикутника є чудова точка трикутника, в який вписане коло таким чином, що дотикається до всіх сторін трикутника. Центр вписаного кола може бути еквівалентно визначений як точка, в якій перетинаються бісектриси кутів трикутника, оскільки вона рівновіддалена від сторін трикутника.
Разом з центроїдом, центром описаного кола і ортоцентром він є одним з чотирьох центрів трикутника, відомих ще давнім грекам, і єдиним, який в загальному випадку не лежить на лінії Ейлера. Це перший центр, х(1), у Енциклопедії центрів трикутника Кларка Кімберлінга, і нейтральний елемент мультиплікативної групи центрів трикутника.
Серед багатокутників з більш ніж трьома сторонами центр вписаного кола існує тільки для тангенціальних багатокутників — це ті, які мають вписане коло, яке дотикається до кожної сторони багатокутника. У цьому випадку центром вписаного кола є точка, рівновіддалена від усіх сторін.

## Визначення та побудова
Теорема про центр вписаного кола в евклідовій геометрії полягає в тому, що три внутрішні бісектриси кута трикутника перетинаються в одній точці. У творі Евкліда "Начала", частина 4 книги IV доводить, що ця точка є центром вписаного кола трикутника. Саме вписане коло може бути побудоване, якщо опустити перпендикуляр з центра вписаного кола (точка перетину бісектрис) до однієї зі сторін трикутника і малювати коло з радіусом, рівним довжині перепендикуляра.
Центр вписаного кола лежить на однакових відстанях від трьох відрізків, що утворюють сторони трикутника, а також від трьох прямих, що містять ці відрізки. Це єдина точка, однаково віддалена від відрізків прямої, але є ще три точки, однаково віддалених від прямих, це центри зовні вписаних кіл даного трикутника. Центр вписаного кола та центри зовні вписаних кіл разом утворюють ортоцентричну систему . 
Серединна вісь багатокутника — це сукупність точок, рівновіддалених від двох або більше сторін багатокутника. Одним із способів знаходження серединних осей є  Grassfire transform . У випадку трикутника серединна вісь складається з трьох відрізків бісектрис кутів, що з'єднують вершини трикутника з центром вписаного кола, що є унікальною точкою на найбільшій внутрішній зміщеній кривій.  Прямий кістяк, визначений аналогічно з різними типами зміщених кривих, збігається з серединною віссю для опуклих багатокутників і тому також має свій стик у інцентрі. 

## Доведення
Нехай бісектриса {\displaystyle \angle {BAC}} перетинає {\displaystyle {\overline {BC}}} у точці {\displaystyle D}, бісектриса {\displaystyle \angle {ABC}} перетинає сторону {\displaystyle {\overline {AC}}} в точці {\displaystyle E}, а {\displaystyle {\overline {AD}}} й {\displaystyle {\overline {BE}}} перетинаються в точці {\displaystyle {I}}.
І нехай {\displaystyle {\overrightarrow {CI}}}і {\displaystyle {\overline {AB}}} перетинаються у точці {\displaystyle {F}}.
Доведемо, що {\displaystyle {\overline {CI}}} є бісектрисою {\displaystyle \angle {ACB}}.
У {\displaystyle \triangle {ACF}}, {\displaystyle {\overline {AC}}:{\overline {AF}}={\overline {CI}}:{\overline {IF}}}.
У {\displaystyle \triangle {BCF}}, {\displaystyle {\overline {BC}}:{\overline {CF}}={\overline {CI}}:{\overline {IF}}}.
Тому {\displaystyle {\overline {AC}}:{\overline {AF}}={\overline {BC}}:{\overline {CF}}}, звідки {\displaystyle {\overline {AC}}:{\overline {BC}}={\overline {AF}}:{\overline {CF}}}.
Отже, {\displaystyle {\overline {CF}}} є бісектрисою {\displaystyle \angle {ACB}}.

## Відношення сторін і вершин трикутника

### Трилінійні координати
Трилінійні координати точки в трикутнику утворюють з відстаней до сторін трикутника. Трилінійні координати утворюють для центра вписаного кола відношення.
{\displaystyle \ 1:1:1.}

### Барицентричні координати
Барицентричні координати точки у трикутнику показують вагу, яку б мали вершини середньозваженою трикутника.
Застосування барицентричних координат для центра вписаного кола 
{\displaystyle \ a:b:c}
де {\displaystyle a}, {\displaystyle b}, і {\displaystyle c} — довжини сторін трикутника, або еквівалентно (використовуючи теорему синусів) 
{\displaystyle \sin(A):\sin(B):\sin(C)}
де {\displaystyle A}, {\displaystyle B}, і {\displaystyle C} — кути трикутника.

### Декартові координати
Декартові координати інцентра — це середнє арифметичне значення координат трьох вершин, використовуючи бічні довжини трикутника відносно периметра, тобто, використовуючи барицентричні координати, наведені вище, нормовані на суму до одиниці ваги. (Ваги додатні, тому центр вписаного кола лежить всередині трикутника, як зазначено вище. ) Якщо три вершини розташовані на {\displaystyle (x_{A},y_{A})}, {\displaystyle (x_{B},y_{B})}, і {\displaystyle (x_{C},y_{C})}, а сторони навпроти цих вершин мають відповідні довжини {\displaystyle a}, {\displaystyle b}, і {\displaystyle c}, тоді координати центра вписаного кола 
{\displaystyle {\bigg (}{\frac {ax_{A}+bx_{B}+cx_{C}}{a+b+c}},{\frac {ay_{A}+by_{B}+cy_{C}}{a+b+c}}{\bigg )}={\frac {a(x_{A},y_{A})+b(x_{B},y_{B})+c(x_{C},y_{C})}{a+b+c}}.}

### Відстані до вершин
Нехай I — центр вписаного в трикутник ABC кола. Тоді відстані від інцентра до вершин та довжини сторін трикутника мають залежність вигляду 
{\displaystyle {\frac {IA\cdot IA}{CA\cdot AB}}+{\frac {IB\cdot IB}{AB\cdot BC}}+{\frac {IC\cdot IC}{BC\cdot CA}}=1.}
Крім того,
{\displaystyle IA\cdot IB\cdot IC=4Rr^{2},}
де R і r — радіус описаного кола і радіус вписаного кола відповідно.

## Пов'язані поняття

### Інші центри
Відстань від центра вписаного кола до центроїда менше третини довжини найдовшої медіани трикутника. 
За теоремою Ейлера квадрат відстані від центра вписаного кола I до центра описаного кола O визначається за формулою:  
{\displaystyle OI^{2}=R(R-2r),}
де R і r  — це радіус описаного кола і радіус вписаного кола відповідно; таким чином радіус описаного кола завжди більше радіуса вписаного кола, більш, ніж вдвічі, з рівністю тільки в рівносторонньому трикутнику.:p. 198
Відстань від центра вписаного кола до центра N  кола дев'яти точок дорівнює: 
{\displaystyle IN={\frac {1}{2}}(R-2r)<{\frac {1}{2}}R.}
Квадрат відстані між центром вписаного кола та ортоцентром H трикутника дорівнює:
{\displaystyle IH^{2}=2r^{2}-4R^{2}\cos A\cos B\cos C.}
Крім того,
{\displaystyle IG<HG,\quad IH<HG,\quad IG<IO,\quad 2IN<IO.}
Центр вписаного кола — точка Наґеля серединного трикутника (трикутник, вершини якого є серединами сторін) і тому лежить всередині цього трикутника. І навпаки, точка Наґеля будь-якого трикутника є інцентром трикутника, для якого заданий трикутник — серединний . 
Центр вписаного кола повинен лежати у внутрішній частині круга, діаметр якого з'єднує центроїд G та ортоцентр H (ортоцентроїдний круг), але він не може збігатися з центром кола дев'яти точок, розміщеним на 1/4 шляху вздовж діаметра (ближче до G ). Будь-яка інша точка ортоцентроїдного круга є інцентром унікального трикутника. 

### Лінія Ейлера
Лінія Ейлера трикутника — це лінія, що проходить через його центр описаного кола, центроїд та ортоцентр. Центр вписаного кола зазвичай не лежить на лінії Ейлера;  він знаходиться на лінії Ейлера лише для рівнобедрених трикутників,  для яких лінія Ейлера збігається з віссю симетрії трикутника і містить усі центри трикутника. 
Мають місце наступні нерівності: 
{\displaystyle {\frac {d}{s}}<{\frac {d}{u}}<{\frac {d}{v}}<{\frac {1}{3}};}
{\displaystyle d<{\frac {1}{3}}e;}
{\displaystyle d<{\frac {1}{2}}R.}
де 
d – відстань від інцентра до лінії Ейлера;

v – довжина найдовшої медіани; 
 u – довжина найдовшої сторони; 
 R – радіус описаного кола; 

e – довжина відрізка лінії Ейлера від ортоцентра до центра описаного кола; 

s – напівпериметр.